# 野球ルクセンブルク代表
野球ルクセンブルク代表（やきゅうルクセンブルクだいひょう）は、ルクセンブルクにおける野球のナショナルチームである。欧州野球連盟に所属している。

## 国際大会

### ワールド・ベースボール・クラシック
- 2006年 - 不参加
- 2009年 - 不参加
- 2013年 - 不参加
- 2017年 - 不参加

### オリンピック
- 1992年 - 不参加
- 1996年 - 不参加
- 2000年 - 不参加
- 2004年 - 不参加
- 2008年 - 不参加

### 欧州野球選手権
- 2003年 - 不参加
- 2005年 - 不参加
- 2007年 - 不参加